# Regență
Regența (în franceză Régence) reprezintă o perioadă tranzitorie în care o persoană (de obicei din cadrul familiei regale) exercită puterea în numele monarhului care fie este minor, absent, incapabil de a guverna singur sau nu-și poate asuma responsabilitățile unui rege. Regența încetează în momentul în care a dispărut cauza care a determinat instaurarea acesteia.

## Belgia
- 1830–1831: Regența lui Erasmo Luis Surlet de Chokier, până la urcarea pe tron a lui Leopold I al Belgiei

- 1944–1950: Regența lui Carol al Belgiei, unchiul lui Baudouin I al Belgiei

## Egipt
- 1478–1457 î.Hr.: Regența faraoanei Hatshepsut, soția lui Tutmes al III-lea

## Spania
- 1665–1675: Regența Marianei de Austria, mama lui Carlos al II-lea

- 1840–1843: Regența lui Espartero

- 1833–1840: Regența Mariei Cristina de Bourbon

- 1885–1902: Regența Mariei Cristina, mama lui Alfonso al XIII-lea

- 1869–1871: Regența lui Serrano

## Franța
- 1059–1066: Regența Anei de Kiev, mama lui Filip I

- 1226–1242: Regența Blancăi de Castilla, mama lui Ludovic al IX-lea

- 1316–1316: Regența lui Filip de Poitiers, viitorul Filip al V-lea

- 1483–1491: Regența Anei a Franței, fiica lui Luis XI, pe perioada minorității lui Carol al VIII-lea

- Caterina de Medici
  - 1552–1552: regentă în perioada absenței (pe timp de război) a soțului său Henric al II-lea al Franței.
  - 1560–1563: regentă pe perioada minorității fiului său Carol al IX-lea al Franței

- 1610–1614: Regența Mariei de Medici, mama lui Ludovic al XIII-lea

- 1643–1614: Regența Anei de Austria, mama lui Ludovic al XIV-lea

- 1715–1723: Regența lui Filip de Orleans, nepotul lui Ludovic al XIV-lea și unchiul lui Ludovic al XV-lea

## Regatul Unit
- 1811–1820: Regența viitorului George al IV-lea, fiul lui George al III-lea.

## România
- 1927–1930: Prima domnie a lui Mihai I, nepotul regelui Ferdinand, sub regența formată din prințul Nicolae, patriarhul Miron Cristea și Gheorghe Buzdugan, președintele Înaltei Curți de Casație.